# نوافذ دقلديانوس
نوافذ دقلديانوس المعروفة أيضًا باسم النوافذ الحرارية، هي نوافذ نصف دائرية كبيرة تميزت بها الحمامات العامة الضخمة ( الثيرماي ) في روما القديمة، وقد أُعيد إحياء هذه النوافذ بشكل محدود على يد بعض المهندسين المعماريين الكلاسيكيين في العصر الحديث.

## الوصف
نوافذ دقلديانوس هي نوافذ كبيرة مقوسة أو فتحات أخرى، تُقسّم عادةً إلى ثلاثة أقسام حجرات نافذة بواسطة عمودين عموديين، غالبًا ما يكون القسم المركزي أعرض من القسمين الجانبيين على جانبيه.

## التسمية
سُميت نوافذ دقلديانوس نسبةً إلى النوافذ التي عُثر عليها في حمامات دقلديانوس عام 302 في روما، تُعتبر الحمامات الحرارية الآن كنيسة سانتا ماريا ديجلي أنجيلي إي دي مارتيري، أما الاسم المتغير، النافذة الحرارية، فيأتي أيضًا من ارتباطها بحمامات دقلديانوس.

## التأثير
أُعيد إحياء هذا النوع من النوافذ واستُخدم في إيطاليا في القرن السادس عشر، وخاصةً على يد أندريا بالاديو، أدرج بالاديو وآخرون نافذة دقلديانوسية مستطيلة الشكل على شكل ضوء مركزي مقوس محاط بفتحات أضيق مربعة الرؤوس، عُرف هذا المزيج باسم نافذة البندقية. تم استخدام نافذة دقلديانوس على نطاق واسع في أوائل القرن الثامن عشر من قبل المهندس المعماري الإنجليزي ريتشارد بويل أحد مؤسسي الطراز البالادي الإنجليزي، ومن قبل أتباعه، واستمر استخدام نوافذ دقلديانوس أحيانًا في المباني العامة الكبيرة في مختلف مراحل تطور العمارة الكلاسيكية الجديدة بما في ذلك حركة الفنون الجميلة 1880-1920.